# Lambach HL.I
De Lambach HL.1 was een Nederlands eenmotorig tweezits-lesvliegtuig (een laagdekker) dat werd ontworpen door ingenieur Hugo Lambach. Het toestel werd in de jaren 1934/1935 gebouwd voor en door de leden van de Delftsche Studenten Aeroclub teneinde met een eigen vliegtuig voordelig te kunnen lesvliegen. De eerste vlucht was op 3 juli 1935. De registratie was PH-DSA.

## Ontwerp
De Lambach HL.I was een houten open laagdekker met vrijdragende vleugels, voorzien van gecombineerde flaps/rolroeren. De twee zitplaatsen waren in tandem (achter elkaar) geplaatst. Het toestel was uitgerust met een tweewielig vast landingsgestel en een staartslof. Het vliegtuig was origineel voorzien van een 45 pk driecilinder stermotor, welke later werd vervangen door een krachtiger zevencilinder stermotor van 90 pk. Tijdens de testvluchten was het toestel geconfigureerd als eenzitter.

## Geschiedenis
Gedurende de herfst van 1934 tot de zomer van 1935 werkten ongeveer 25 studenten aan het project, af en toe geholpen door enkele werknemers van de Pander vliegtuigfabriek in Den Haag. De eerste vlucht werd gemaakt op 3 juli 1935 door DSA lid Dick Asjes.
Het vliegtuig heeft een aantal jaren tot tevredenheid dienst gedaan, maar raakte op Vliegveld Ypenburg tijdens de oorlogshandelingen in mei 1940 licht beschadigd. Aangezien er tijdens de bezetting geen hangarstalling meer beschikbaar was ging de conditie van de geheel houten PH-DSA in de buitenlucht snel achteruit. Het toestel werd vervolgens overgebracht naar de Technische Hogeschool in Delft waar het uiteindelijk is ontmanteld.